# 8039 Grandprism
8039 Grandprism (1993 RB16) là một tiểu hành tinh vành đai chính được phát hiện ngày 15 tháng 9 năm 1993 bởi H. Debehogne và E. W. Elst ở Đài thiên văn Nam Âu.